# La Domenica Sportiva Estate
La Domenica Sportiva Estate è un programma televisivo italiano di approfondimento calcistico e spin-off estivo de La Domenica Sportiva, trasmesso sulle reti Rai dal 1965.

## Il programma
Si tratta dell'edizione estiva de La Domenica Sportiva. Dal 1983 al 1994 l'edizione estiva del programma andava in onda da Roma, mentre quella invernale restava a Milano. L'attuale conduttore è Fabrizio Tumbarello.
Il 18 luglio 1982 una agitazione interna dei giornalisti Rai impedì la messa in onda e fu l'unica volta nella storia dell'edizione estiva in cui accadde un fatto di tale genere.
La trasmissione non va in onda durante il campionato europeo di calcio, il mondiale oppure le olimpiadi estive.

## Edizioni
| Edizione | Periodo        | Periodo           | Conduzione          | Conduzione          | Conduzione          | Conduzione          | Conduzione          | Conduzione           | Puntate |
| Edizione | Inizio         | Fine              | Conduzione          | Conduzione          | Conduzione          | Conduzione          | Conduzione          | Conduzione           | Puntate |
| -------- | -------------- | ----------------- | ------------------- | ------------------- | ------------------- | ------------------- | ------------------- | -------------------- | ------- |
| 1ª       | 1965           | 1965              | Guido Oddo          | Guido Oddo          | Guido Oddo          | Guido Oddo          | Guido Oddo          | Guido Oddo           |         |
| 2ª       | 1966           | 1966              | Guido Oddo          | Guido Oddo          | Guido Oddo          | Guido Oddo          | Guido Oddo          | Guido Oddo           |         |
| 3ª       | 1967           | 1967              | Guido Oddo          | Guido Oddo          | Guido Oddo          | Guido Oddo          | Guido Oddo          | Guido Oddo           |         |
| 4ª       | 1968           | 1968              | Guido Oddo          | Guido Oddo          | Guido Oddo          | Guido Oddo          | Guido Oddo          | Guido Oddo           |         |
| 5ª       | 1969           | 1969              | Guido Oddo          | Guido Oddo          | Guido Oddo          | Guido Oddo          | Guido Oddo          | Guido Oddo           |         |
| 6ª       | 1970           | 1970              | Guido Oddo          | Guido Oddo          | Guido Oddo          | Guido Oddo          | Guido Oddo          | Guido Oddo           |         |
| 7ª       | 1971           | 1971              | Guido Oddo          | Guido Oddo          | Guido Oddo          | Guido Oddo          | Guido Oddo          | Guido Oddo           |         |
| 8ª       | 1972           | 1972              | Guido Oddo          | Guido Oddo          | Guido Oddo          | Guido Oddo          | Guido Oddo          | Guido Oddo           |         |
| 9ª       | 1973           | 1973              | Guido Oddo          | Guido Oddo          | Guido Oddo          | Guido Oddo          | Guido Oddo          | Guido Oddo           |         |
| 10ª      | 1974           | 1974              | Guido Oddo          | Guido Oddo          | Guido Oddo          | Guido Oddo          | Guido Oddo          | Guido Oddo           |         |
| 11ª      | 1975           | 1975              | Bruno Pizzul        | Bruno Pizzul        | Bruno Pizzul        | Bruno Pizzul        | Bruno Pizzul        | Bruno Pizzul         |         |
| 12ª      | 1976           | 1976              | Adone Carapezzi     | Adone Carapezzi     | Adone Carapezzi     | Adone Carapezzi     | Adone Carapezzi     | Adone Carapezzi      |         |
| 13ª      | 1977           | 1977              | Adone Carapezzi     | Adone Carapezzi     | Adone Carapezzi     | Adone Carapezzi     | Adone Carapezzi     | Adone Carapezzi      |         |
| 14ª      | 1978           | 1978              | Adone Carapezzi     | Adone Carapezzi     | Adone Carapezzi     | Adone Carapezzi     | Adone Carapezzi     | Adone Carapezzi      |         |
| 15ª      | 1979           | 1979              | Beppe Viola         | Alfredo Pigna       | Fabrizio Maffei     | Claudio Icardi      | Gian Piero Galeazzi | Gian Piero Galeazzi  |         |
| 16ª      | 1980           | 1980              | Beppe Viola         | Alfredo Pigna       | Fabrizio Maffei     | Claudio Icardi      | Gian Piero Galeazzi | Gian Piero Galeazzi  |         |
| 17ª      | 1981           | 1981              | Beppe Viola         | Alfredo Pigna       | Fabrizio Maffei     | Claudio Icardi      | Gian Piero Galeazzi | Gian Piero Galeazzi  |         |
| 18ª      | 1982           | 1982              | Beppe Viola         | Alfredo Pigna       | Fabrizio Maffei     | Claudio Icardi      | Gian Piero Galeazzi | Gian Piero Galeazzi  |         |
| 19ª      | 1983           | 1983              | Iacopo Volpi        | Donatella Scarnati  | Fabrizio Maffei     | Claudio Icardi      | Fedele La Sorsa     | Marco Franzelli      |         |
| 20ª      | 1984           | 1984              | Iacopo Volpi        | Donatella Scarnati  | Fabrizio Maffei     | Claudio Icardi      | Fedele La Sorsa     | Marco Franzelli      |         |
| 21ª      | 1985           | 1985              | Iacopo Volpi        | Donatella Scarnati  | Fabrizio Maffei     | Claudio Icardi      | Fedele La Sorsa     | Marco Franzelli      |         |
| 22ª      | 1986           | 1986              | Iacopo Volpi        | Donatella Scarnati  | Fabrizio Maffei     | Claudio Icardi      | Fedele La Sorsa     | Marco Franzelli      |         |
| 23ª      | 1987           | 1987              | Iacopo Volpi        | Donatella Scarnati  | Fabrizio Maffei     | Claudio Icardi      | Fedele La Sorsa     | Marco Franzelli      |         |
| 24ª      | 1988           | 1988              | Iacopo Volpi        | Donatella Scarnati  | Fabrizio Maffei     | Claudio Icardi      | Fedele La Sorsa     | Marco Franzelli      |         |
| 25ª      | 1989           | 1989              | Iacopo Volpi        | Donatella Scarnati  | Fabrizio Maffei     | Claudio Icardi      | Fedele La Sorsa     | Marco Franzelli      |         |
| 26ª      | 1990           | 1990              | Iacopo Volpi        | Donatella Scarnati  | Fabrizio Maffei     | Claudio Icardi      | Fedele La Sorsa     | Marco Franzelli      |         |
| 27ª      | 1991           | 1991              | Iacopo Volpi        | Donatella Scarnati  | Fabrizio Maffei     | Claudio Icardi      | Fedele La Sorsa     | Marco Franzelli      |         |
| 28ª      | 1992           | 1992              | Iacopo Volpi        | Donatella Scarnati  | Fabrizio Maffei     | Claudio Icardi      | Fedele La Sorsa     | Marco Franzelli      |         |
| 29ª      | 1993           | 1993              | Iacopo Volpi        | Donatella Scarnati  | Fabrizio Maffei     | Claudio Icardi      | Fedele La Sorsa     | Marco Franzelli      |         |
| 30ª      | 1994           | 1994              | Iacopo Volpi        | Donatella Scarnati  | Fabrizio Maffei     | Claudio Icardi      | Fedele La Sorsa     | Marco Franzelli      |         |
| 31ª      | 1995           | 1995              | Cinzia Maltese      | Paola Arcaro        | Paola Arcaro        | Marco Civoli        | Marco Civoli        | Federica Balestrieri |         |
| 32ª      | 1996           | 1996              | Cinzia Maltese      | Paola Arcaro        | Paola Arcaro        | Marco Civoli        | Marco Civoli        | Federica Balestrieri |         |
| 33ª      | 1997           | 1997              | Cinzia Maltese      | Paola Arcaro        | Paola Arcaro        | Marco Civoli        | Marco Civoli        | Federica Balestrieri |         |
| 34ª      | 1998           | 1998              | Cinzia Maltese      | Paola Arcaro        | Paola Arcaro        | Marco Civoli        | Marco Civoli        | Federica Balestrieri |         |
| 35ª      | 1999           | 1999              | Cinzia Maltese      | Paola Arcaro        | Paola Arcaro        | Marco Civoli        | Marco Civoli        | Federica Balestrieri |         |
| 36ª      | 2000           | 2000              | Cinzia Maltese      | Paola Arcaro        | Paola Arcaro        | Marco Civoli        | Marco Civoli        | Federica Balestrieri |         |
| 37ª      | 24 giugno 2001 | 19 agosto 2001    | Cinzia Maltese      | Paola Arcaro        | Paola Arcaro        | Marco Civoli        | Marco Civoli        | Federica Balestrieri | 9       |
| 38ª      | 2 giugno 2002  | 25 agosto 2002    | Lorenzo Roata       | Lorenzo Roata       | Lorenzo Roata       | Federico Calcagno   | Federico Calcagno   | Federico Calcagno    | 13      |
| 39ª      | 1º giugno 2003 | 24 agosto 2003    | Lorenzo Roata       | Lorenzo Roata       | Lorenzo Roata       | Federico Calcagno   | Federico Calcagno   | Federico Calcagno    | 13      |
| 40ª      | 23 maggio 2004 | 5 settembre 2004  | Lorenzo Roata       | Lorenzo Roata       | Lorenzo Roata       | Federico Calcagno   | Federico Calcagno   | Federico Calcagno    | 12      |
| 41ª      | 5 giugno 2005  | 21 agosto 2005    | Lorenzo Roata       | Lorenzo Roata       | Lorenzo Roata       | Federico Calcagno   | Federico Calcagno   | Federico Calcagno    | 12      |
| 42ª      | 21 maggio 2006 | 3 settembre 2006  | Paolo Paganini      | Paolo Paganini      | Paolo Paganini      | Paolo Paganini      | Paolo Paganini      | Paolo Paganini       | 11      |
| 43ª      | 3 giugno 2007  | 19 agosto 2007    | Paolo Paganini      | Sabrina Gandolfi    | Sabrina Gandolfi    | Simona Rolandi      | Amedeo Goria        | Amedeo Goria         | 12      |
| 44ª      | 25 maggio 2008 | 24 agosto 2008    | Paolo Paganini      | Sabrina Gandolfi    | Sabrina Gandolfi    | Simona Rolandi      | Luca De Capitani    | Luca De Capitani     | 14      |
| 45ª      | 7 giugno 2009  | 9 agosto 2009     | Paolo Paganini      | Sabrina Gandolfi    | Sabrina Gandolfi    | Simona Rolandi      | Luca De Capitani    | Luca De Capitani     | 10      |
| 46ª      | 23 maggio 2010 | 22 agosto 2010    | Paolo Paganini      | Sabrina Gandolfi    | Sabrina Gandolfi    | Ivana Vaccari       | Alessandro Tiberti  | Alessandro Tiberti   | 9       |
| 47ª      | 29 maggio 2011 | 21 agosto 2011    | Paolo Paganini      | Sabrina Gandolfi    | Sabrina Gandolfi    | Monica Matano       | Monica Matano       | Monica Matano        | 13      |
| 48ª      | 20 maggio 2012 | 19 agosto 2012    | Davide Labate       | Davide Labate       | Davide Labate       | Luca De Capitani    | Luca De Capitani    | Luca De Capitani     | 7       |
| 49ª      | 26 maggio 2013 | 18 agosto 2013    | Marco Fantasia      | Marco Fantasia      | Marco Fantasia      | Luca De Capitani    | Luca De Capitani    | Luca De Capitani     | 11      |
| 50ª      | 20 luglio 2014 | 24 agosto 2014    | Davide Labate       | Davide Labate       | Davide Labate       | Davide Labate       | Davide Labate       | Davide Labate        | 6       |
| 51ª      | 14 giugno 2015 | 16 agosto 2015    | Angelo Oliveto      | Angelo Oliveto      | Marco Fantasia      | Marco Fantasia      | Edi Dembinski       | Edi Dembinski        | 10      |
| 52ª      | 22 maggio 2016 | 21 agosto 2016    | Angelo Oliveto      | Angelo Oliveto      | Vincenzo Di Monte   | Vincenzo Di Monte   | Marco Civoli        | Marco Civoli         | 7       |
| 53ª      | 4 giugno 2017  | 13 agosto 2017    | Sabrina Gandolfi    | Sabrina Gandolfi    | Sabrina Gandolfi    | Edi Dembinski       | Edi Dembinski       | Edi Dembinski        | 10      |
| 54ª      | 27 maggio 2018 | 12 agosto 2018    | Simona Rolandi      | Simona Rolandi      | Simona Rolandi      | Edi Dembinski       | Edi Dembinski       | Edi Dembinski        | 12      |
| 55ª      | 2 giugno 2019  | 18 agosto 2019    | Sabrina Gandolfi    | Sabrina Gandolfi    | Sabrina Gandolfi    | Edi Dembinski       | Edi Dembinski       | Edi Dembinski        | 12      |
| 56ª      | 9 agosto 2020  | 13 settembre 2020 | Alessandra D'Angiò  | Alessandra D'Angiò  | Alessandra D'Angiò  | Simone Benzoni      | Simone Benzoni      | Simone Benzoni       | 6       |
| 57ª      | 18 luglio 2021 | 15 agosto 2021    | Alessandra D'Angiò  | Alessandra D'Angiò  | Alessandra D'Angiò  | Simone Benzoni      | Simone Benzoni      | Simone Benzoni       | 2       |
| 58ª      | 29 maggio 2022 | 7 agosto 2022     | Fabrizio Tumbarello | Fabrizio Tumbarello | Fabrizio Tumbarello | Fabrizio Tumbarello | Fabrizio Tumbarello | Fabrizio Tumbarello  | 11      |
| 59ª      | 11 giugno 2023 | 13 agosto 2023    | Fabrizio Tumbarello | Fabrizio Tumbarello | Fabrizio Tumbarello | Fabrizio Tumbarello | Fabrizio Tumbarello | Fabrizio Tumbarello  | 10      |
| 60ª      | 2 giugno 2024  | 21 luglio 2024    | Sabrina Gandolfi    | Sabrina Gandolfi    | Sabrina Gandolfi    | Sabrina Gandolfi    | Sabrina Gandolfi    | Sabrina Gandolfi     | 4       |
| 61ª      | 1º giugno 2025 | 17 agosto 2025    | Sabrina Gandolfi    | Sabrina Gandolfi    | Sabrina Gandolfi    | Sabrina Gandolfi    | Sabrina Gandolfi    | Sabrina Gandolfi     | 12      |